# Стружня
Стружня (рос. Стружня) — присілок в Торжоцькому районі Тверської області Російської Федерації.
Населення становить 163 особи. Входить до складу муніципального утворення Мошковське сільське поселення.

## Історія
Від 2005 року входить до складу муніципального утворення Мошковське сільське поселення.

## Населення
| 1859 | 1884  | 2002 | 2010 |
| ---- | ----- | ---- | ---- |
| 914  | ↗1047 | ↘159 | ↗163 |